# Tyler Layton
Tyler Layton  (Vestavia Hills, Alabama, 6 mei 1968) is een Amerikaans actrice.
Layton wist al vroeg in haar leven wat ze wilde doen: actrice worden. Haar vader Doug Layton, die gedurende dertig jaar werkte als radiopresentator en sportjournalist, moedigde haar aan om haar droom te achtervolgen. Tijdens haar schooljaren speelde ze regelmatig mee in toneelopvoeringen. Ze ging naar de Universiteit van Alabama (1986-1991) waar ze zich specialiseerde in toneel. Wat later verhuisde Layton naar Chicago, waar ze regelmatig een rolletje kon bemachtigen in reclamespots. Ze verhuisde naar Los Angeles, om aan de Universiteit van Californië - Irvine een mastergraad te halen in de fijne kunsten. Tijdens haar studie vertolkte ze de rol van Maggie in Cat on a Hot Tin Roof. Eens afgestudeerd is ze ook gaan doceren aan dezelfde universiteit. Verder heeft ze ook gastoptredens verzorgd in Chicago Hope, Ellen en Charmed.

## Theaterwerk
- Room Service als Christina Marlow
- Love's Labour's Lost als Rosaline
- Henry VI als  Lady Grey
- Much Ado About Nothing als Hero
- Noises Off als Brooke Ashton
- The Winter's Tale als Perdita
- Taming of the Shrew als Bianca
- King Lear als Regan
- Troilus en Cressida als Cressida
- Measure for Measure als Isabella